# パスカル・ペレス (ボクサー)
| 1954年11月26日 |  | 1954年11月26日 |  | 1954年11月26日 |
| 1954年11月26日 |  |                |  |                |

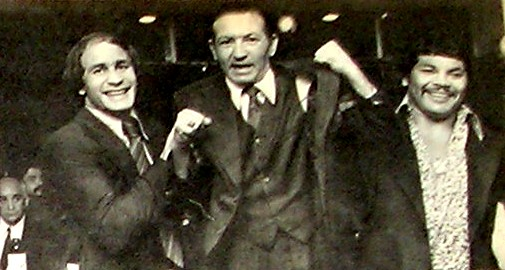
左よりミゲル・アンヘル・カステリーニ、パスカル・ペレス、ビクトル・ガリンデス、1976年12月10日。ペレスには最後の写真となった

パスカル・ニコラス・ペレス（Pascual Nicolás Perez、1926年3月4日 - 1977年1月22日）は、アルゼンチン・メンドーサ州出身の男性プロボクサー。
世界フライ級王座を9度防衛した。

## 戦歴
- 1948年、ロンドンオリンピックフライ級で金メダルを獲得。
- 1952年、鳴り物入りでプロデビュー。以来18戦連続KO勝利を記録する。
- 1954年7月24日、アルゼンチンで白井義男と対戦も引き分けに終わり連勝は23でストップ。（白井義男 対 パスカル・ペレス戦）
- 1954年11月26日、初来日し、後楽園球場特設リングにてその白井が持つ世界フライ級王座に挑戦。判定の末勝利し王座獲得。
- 1955年5月30日、後楽園球場にて白井との再戦を5RKOで返り討ちにして初防衛。
- 1956年1月11日、レオ・エスピノサを判定で下し2度目の防衛。同年6月30日、オスカー・スアレスを11RTKOで退け3度目の防衛。
- 1957年3月30日、Dai Dowerを1RKOで粉砕し4度目の防衛。同年12月7日、ヤング・マーティンを3RKOで下し5度目の防衛。
- 1958年4月19日、ラモン・アリアスを判定で退け6度目の防衛。同年12月15日、Dommy Ursuaを判定で下し7度目の防衛。
- 1959年1月16日、ノンタイトルで矢尾板貞雄に判定で初敗北を喫した。同年2月18日、米倉健志とノンタイトルで戦い判定勝利。
同年8月10日、米倉の世界挑戦も判定で退け、8度目の防衛。
同年11月5日、大阪プール特設リングで矢尾板貞雄と世界タイトルを賭けた再戦に臨み、これを13RTKOで制し9度目の防衛。
- 1960年4月16日、ポーン・キングピッチに判定で敗れ遂に王座陥落、その年の9月22日、キングピッチにリターンマッチで挑むも8RTKO負け。
- 1964年3月15日、Eugenio Hurtadoに6RTKO負けを喫し引退。
- 1977年1月22日、死亡。50歳没。
- 国際ボクシング名誉の殿堂博物館に顕彰されている。

## 戦績
84勝（57KO）7敗1分け

## タイトル
- 世界フライ級王座（防衛9度）